# Andreas Töpfer
Andreas Töpfer (auch Töpffer; * 28. Januar 1668 in Wernigerode, Grafschaft Wernigerode; † 18. April 1744 in Zerbst, Fürstentum Anhalt-Zerbst) war ein deutscher evangelisch-lutherischer Geistlicher, der als Generalsuperintendent der Niederlausitz und zuletzt als Oberhofprediger in Anhalt-Zerbst amtierte.

## Leben
Töpfers Vater Andreas Töpfer war Ratsherr und Goldschmied in Wernigerode, die Mutter Anna Maria eine Tochter des dortigen Bürgermeisters Heinrich Koch. Nach dem frühen Tod der Eltern wurde Andreas Töpfer von seinem Bruder Heinrich Töpfer großgezogen, der gräflicher Hofprediger in Wernigerode war. Er besuchte das Gymnasium in Eisleben und studierte kurzzeitig in Leipzig, Helmstedt und Kiel. Ab etwa 1688 besuchte er die Universität Wittenberg und erlangte dort den Magistertitel. Anschließend hielt er philosophische Vorlesungen als Litentiat und wurde Adjunkt der Universität.
1697 berief ihn Graf Friedrich Sigismund II. zu Solms-Baruth als Superintendenten nach Baruth. 1706 wurde Töpfer Generalsuperintendent der Niederlausitz in Lübben und erwarb sich dort durch seinen angenehmen Umgang und seine Gelehrsamkeit ein hohes Ansehen.
Seit 1711 war Andreas Töpfer Oberhofprediger in Zerbst, als leitender Geistlicher der evangelischen Kirche des Fürstentums Anhalt-Zerbst. Dort starb er 1744.
Töpfer war zweimal verheiratet und hatte mehrere Kinder, darunter Andreas Heinrich Töpfer († 1750), Propst in Lindow und Prediger in Zerbst.
Töpfer veröffentlichte einige philosophische und theologische Schriften in lateinischer Sprache in seiner Wittenberger Zeit.